# Мокасинова змія мідноголова
Мокасинова змія мідноголова (Agkistrodon contortrix) — отруйна змія з роду Мокасинова змія родини Гадюкові. Має 5 підвидів.

## Опис
Загальна довжина коливається від 90 см до 1,2 м. Голова трикутна, широка, морда затуплена. Тулуб кремезний, масивний. Забарвлення жовтувато—коричневе з широкими перев'язами червоно—бурого кольору, які розширюються з боків, а на хребті звужуються й іноді зовсім перериваються. Верх голови мідно—червоний, а боки світло—коричневі.

## Спосіб життя
Полюбляє розріджені листяні ліси, луки, пасовища, кам'янисті схили, часто відвідує поля, садиби та околиці селищ. Зустрічається на висоті до 1584 м над рівнем моря. Активна у сутінках та вночі. Харчується дрібними гризунами, комахами — сарановими, цикадами, гусіню.
Це яйцеживородна змія. Навесні відбувається парування. У серпні—вересні самиця народжує від 5 до 17 дитинчат довжиною 20—25 см.
Ці змії легко уживаються в неволі і при хороших умовах утримання можуть розмножуватися. Живуть у неволі довго, до 21 року.
Отрута має гемотоксичну властивість. Укус дуже хворобливий, після нього розвиваються місцеві явища, але для життя не небезпечний.

## Розповсюдження
Мешкає у східних та південно-східних штатах США, атакож на півночі Мексики.

## Підвиди
- Agkistrodon contortrix contortrix
- Agkistrodon contortrix laticinctus
- Agkistrodon contortrix mokasen
- Agkistrodon contortrix phaeogaster
- Agkistrodon contortrix pictigaster